# Dane Richards
Dane Richards est un footballeur international jamaïcain né le 14 décembre 1983 à Montego Bay.
Milieu offensif de la sélection jamaïcaine, il évolue durant l'essentiel de sa carrière aux Red Bulls de New York en MLS.

## Biographie
Joueur historique des Red Bulls de New York, il est transféré le 13 juillet 2012 aux Whitecaps de Vancouver en échange de Sébastien Le Toux.
Le 26 août 2012, il signe un accord avec le Burnley FC pour rejoindre le club anglais à l'issue de la saison de MLS, le 1er janvier 2013. Début avril 2013, il est prêté au club norvégien du FK Bodø/Glimt.
Début février 2015, Richards rejoint les Whitecaps pour un essai. Deux semaines plus tard, il est cette fois-ci à l'essai avec les Red Bulls de New York.
Le 10 décembre 2015, Richards est le premier joueur à signer avec le Miami FC.

## Palmarès
- Coupe caribéenne des nations 2008, 2010 et 2014